# Evangelische Kirche (Hohenzell)

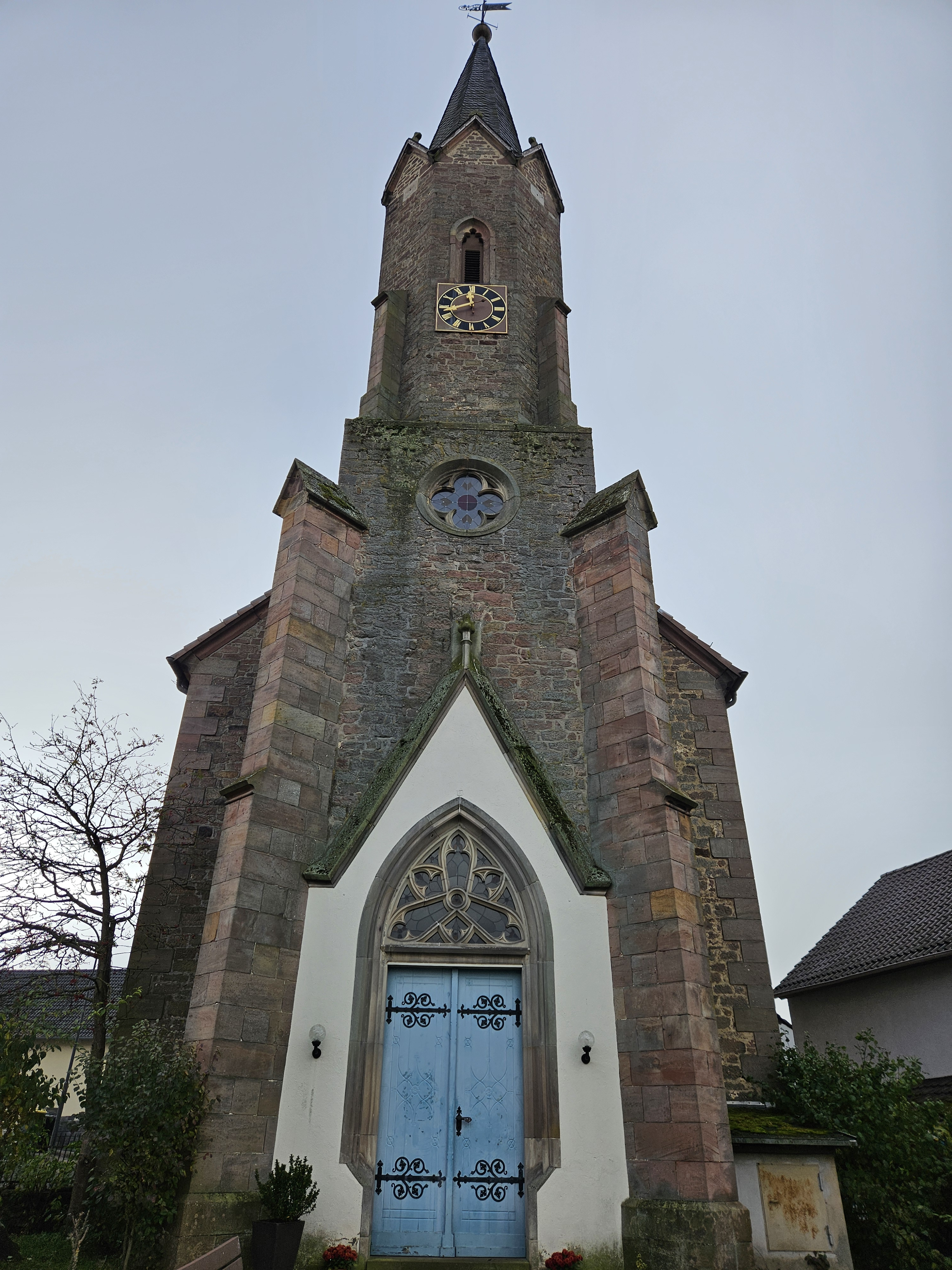
Außenansicht (2024)

Die evangelische Kirche ist ein ortsbildprägendes Kirchengebäude in Hohenzell, einem Stadtteil von Schlüchtern im Main-Kinzig-Kreis (Hessen). Die evangelische Kirchengemeinde Hohenzell – Ahlersbach – Bellings gehört zum Kirchenkreis Kinzigtal im Sprengel Hanau-Hersfeld der Evangelischen Kirche von Kurhessen-Waldeck.

## Geschichte
Hohenzell gehörte bis 1843 zur Pfarrei Schlüchtern und wurde bis 1832 von den dortigen Pfarrern betreut. Die Gottesdienste fanden zunächst in der Stadtkirche Schlüchtern statt, was für die Bewohner von Hohenzell mit einem beschwerlichen Weg über den Hohenzeller Berg verbunden war. Überlieferungen sprechen von einem „Kirchenpfad“, der über den Neidhof führte.

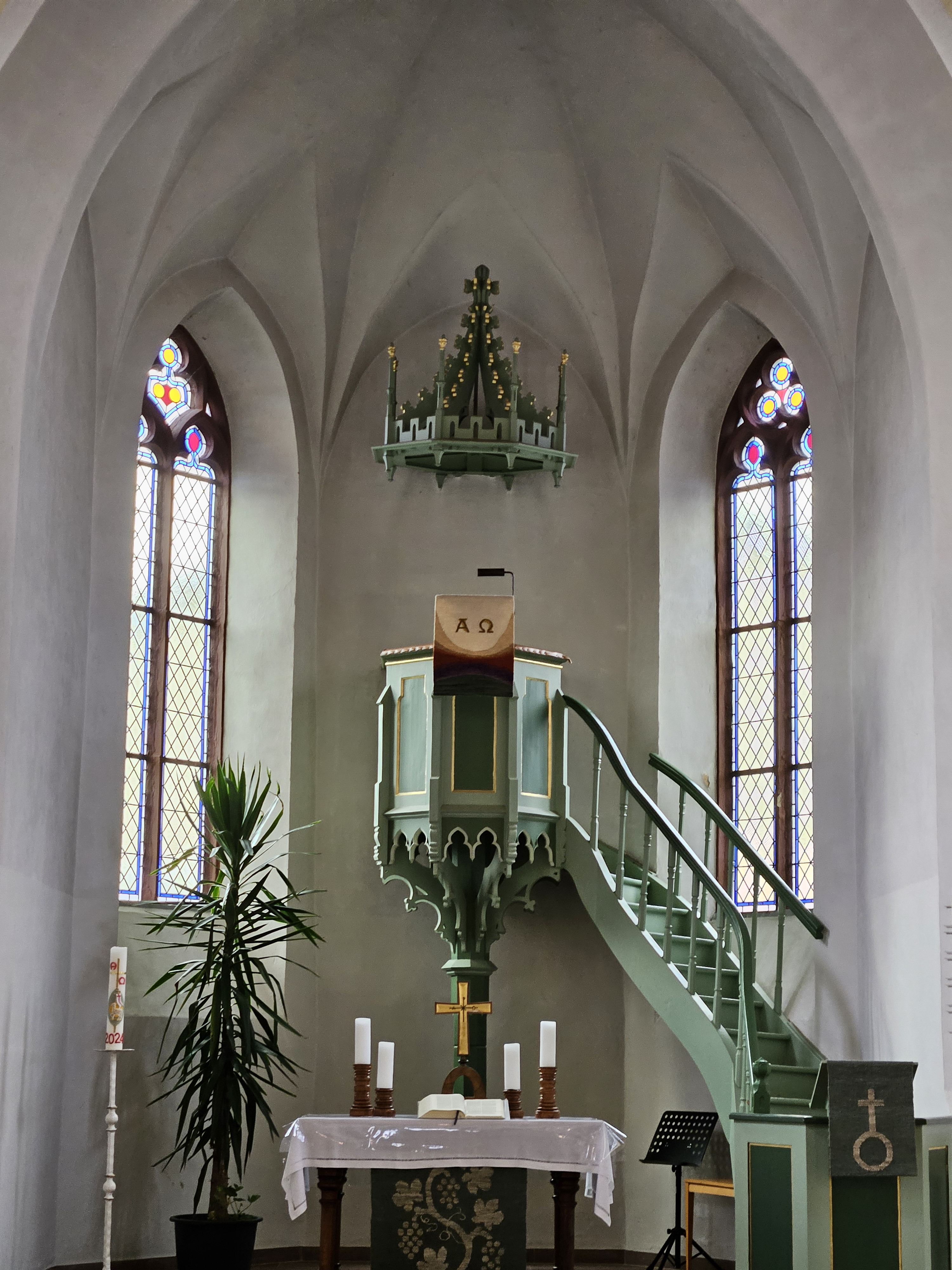
Altarraum (2024)

1843 erlangte Hohenzell den Status einer eigenständigen Pfarrei. Zu dieser Pfarrei wurden auch die Gemeinden Bellings, Ahlersbach und der Hof Lindenberg eingegliedert. 1847 erwarb das Kloster Schlüchtern einen Bauernhof in Hohenzell und stellte es dem Pfarrer als Wohnhaus zur Verfügung. 1863 kam es zu einem Konflikt: Das Konsistorium wollte das Pfarrhaus der Hohenzeller Pfarrei übertragen, doch die Gemeinden bestanden darauf, dass das Kloster weiterhin Eigentümer blieb.
Vor dem Bau der Kirche fanden die Gottesdienste im Obergeschoss des alten Schulhauses statt. Bereits 1853 erkannten der damalige Pfarrer Meinhard und Lehrer Heilmann, dass das Schulhaus weder für den Unterricht noch für Gottesdienste geeignet war. Sie setzten sich erfolgreich für den Bau eines neuen Gotteshauses ein.
Der Bau der Kirche begann 1857 und wurde 1864 abgeschlossen. Bauunternehmer Geschwindner leitete die Arbeiten, während der Sandstein aus einem nahegelegenen Steinbruch bei Höf und Haid stammte. Der Transport des Materials gestaltete sich schwierig; für den steilen Anstieg der Hohenzeller Straße mussten bis zu acht Zugochsen eingesetzt werden. Die Baukosten betrugen 14.882 Gulden, von denen das Kloster Schlüchtern einen erheblichen Anteil übernahm. Der kurhessische Staat sowie Spenden und Kollekten ergänzten die Finanzierung.
Im Jahr 1901 fand die erste grundlegende Renovierung statt, bei welcher die Emporen abgesenkt wurden. Außerdem erhielt die Kirche einen neuen Altar, eine neue Ausmalung sowie ein Gewölbe.

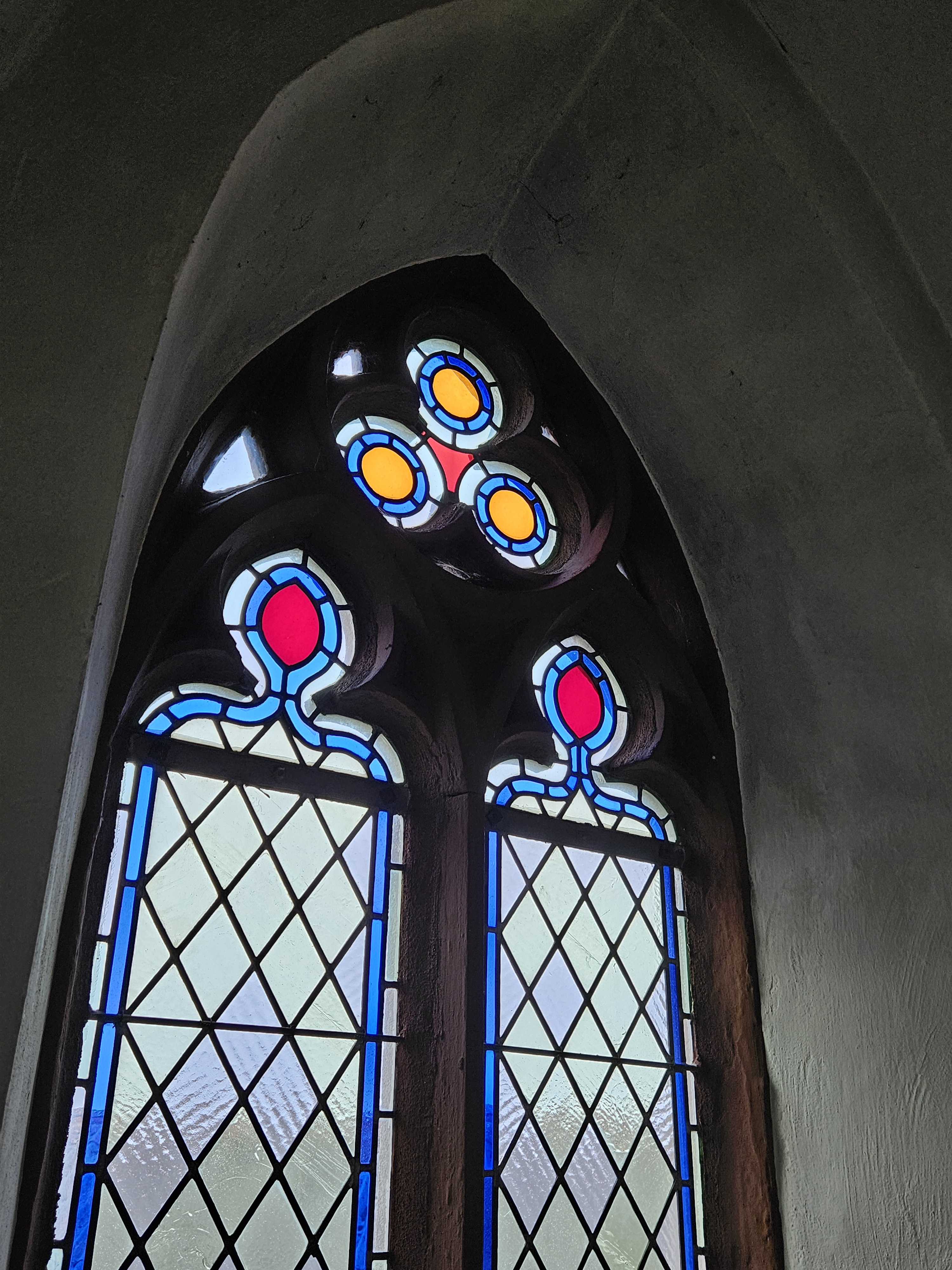
Fenster (2024)

Am 21. März 1911 wurde die Kirche durch einen Blitzschlag erheblich beschädigt. Das Kreuz auf dem Kirchturm wurde zerstört, und der Turm sowie das Kirchendach wurden abgedeckt. Auch die Kirchenuhr, die bereits defekt war, wurde dabei beschädigt. Eine neue Uhr wurde von der Firma Werle aus Bockenem im Harz gefertigt und eingebaut. Gleichzeitig wurde das beschädigte Turmkreuz restauriert, und eine Urkunde des damaligen Pfarrers Castendyck wurde in die erneuerte Turmkugel eingeschlossen.
Nach beiden Weltkriegen wurde die Kirche mehrfach renoviert. 1949/50 fanden die ersten umfangreichen Arbeiten nach 1901 statt, bei denen auch die Sakristeien verkleinert wurden. Zudem wurde die Bemalung erneuert. Während dieser Zeit wurden die Gottesdienste in einem Schulraum abgehalten. 1964 erhielt die Kirche zu ihrem 100-jährigen Bestehen einen neuen Innenanstrich – der alte wurde nicht mehr wiederhergestellt – und neue Antependien. Zwischen 1975 und 1979 fand die letzte umfangreiche Renovierung statt. Die Bänke wurden für diese Zeit typisch in einem Mittelblock zusammengefasst und die Fassade sowie das Dach wurden erneuert.
Zwischen 1984 und 1992 fanden ebenfalls noch einige Arbeiten statt. Der Sandsteinboden wurde eingebaut, die Außentreppe erneuert, alle Fenster erneuert und die Turmzier vergoldet.

## Architektur
Die Kirche ist ein einschiffiger Bau im neugotischen Stil. Der markante, achteckige Turm mit dreieckigen Ziergiebeln bildet den Eingang auf der Nordseite. Der Chor, bestehend aus fünf Ecken eines Achtecks, schließt das Kirchenschiff im Süden ab. Innen wurde die Kanzel mittig an der Chorwand angebracht, davor steht der Altar. Die Emporen, die ursprünglich höher angeordnet waren, wurden 1901 tiefer gesetzt.

## Ausstattung
Die Kirche verfügt über eine schlichte, funktionale Ausstattung. Besonders hervorzuheben sind zwei Kriegergedächtnistafeln: eine aus dem Jahr 1814, die an Teilnehmer der Befreiungskriege erinnert, und eine weitere von 1870/71. Beide Tafeln wurden im Laufe der Zeit restauriert und neu beschriftet.
Eine handgewebte Altardecke, gestiftet von einer in die USA ausgewanderten Hohenzellerin, ergänzt das liturgische Inventar. Zu den Jubiläen der Kirche wurden regelmäßig neue Antependien und weitere textile Ausstattungsstücke angefertigt.

## Orgel

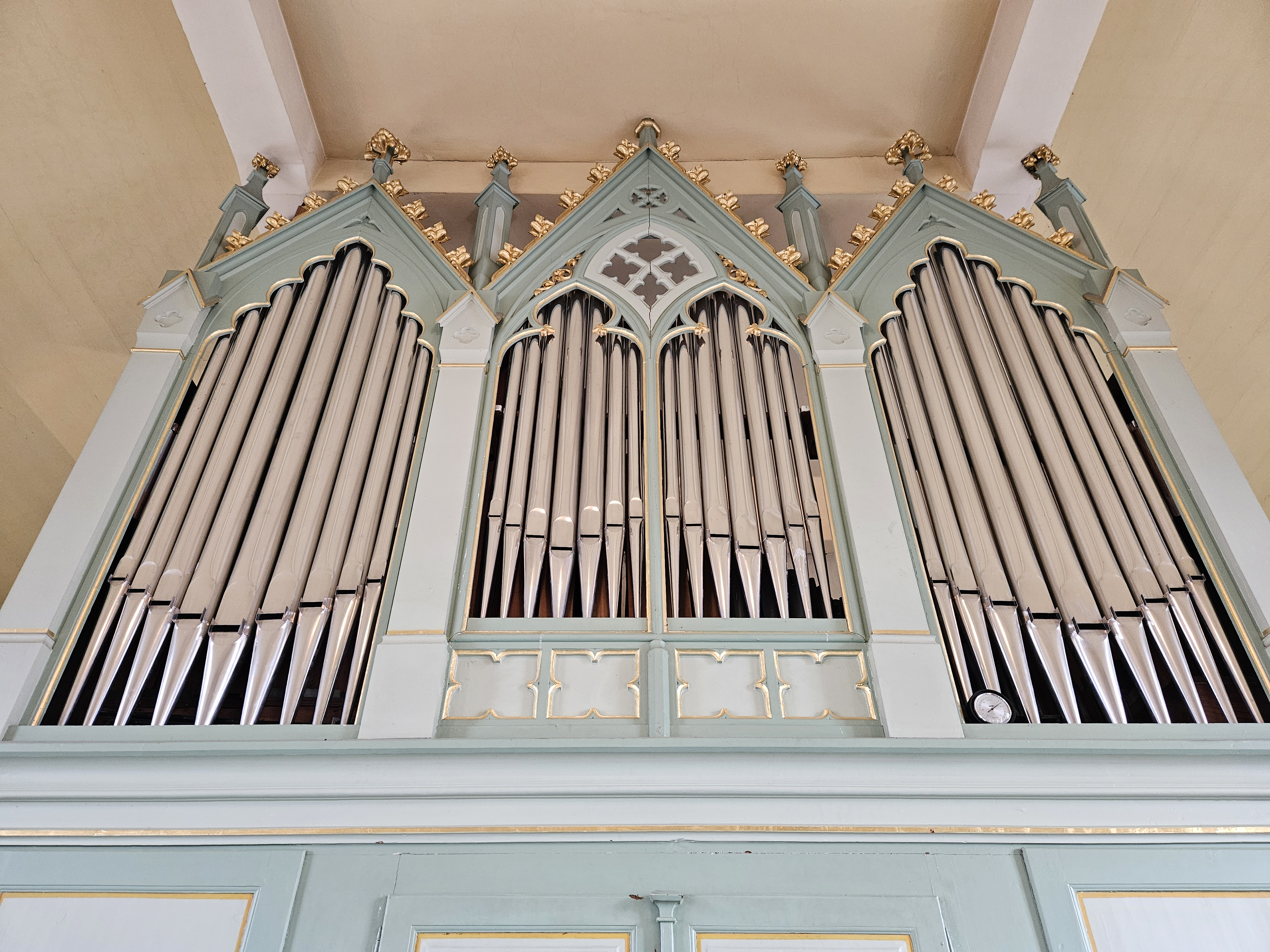
Ratzmann Orgelprospekt (2024)

Die Orgel in der neuerbauten Kirche wurde 1866 durch August Ratzmann aus Gelnhausen erbaut. Der neugotische Prospekt besitzt drei gleich hohe Felder; das mittlere ist unterteilt.
1951 fanden der erste Umbau und eine große Umintonation statt. Die Arbeiten wurden nach einem Plan des damaligen Hohenzeller Pfarrers und Orgelsachverständigen Ernst Karl Rößler durch Willi Peter aus Köln ausgeführt. Dabei verschwanden die romantischen Klangfarben nahezu komplett. So wurden im I. Manual die Register Gamba 8′, Gedackt 8′ sowie das Cornett III 2 2⁄3′ durch Pommer 8′, Nachthorn 4′ und eine Mixtur III getauscht. Das Pedalwerk erhielt einen neuen Oktavbaß 8′ sowie ein Gemshorn 4′. Das II. Manual wurde komplett ausgetauscht: Lieblich Gedackt 8′, Salizional 8′ und Traversflöte 4′ verschwanden. Gedackt 8′, Rohrflöte 4′ und Rohrpfeife 2′ wurden eingebaut. Die beiden letzteren wurden 1967 wieder entfernt. In jenem Jahr wurde die Orgel erneut durch Peter umgebaut, ebenfalls nach einem Plan von Rößler. Die mechanische Kegelladenorgel besitzt heute 12 Register auf zwei Manualen und Pedal. Im Jahr 1992 fand eine große Renovierung der Orgel statt. Durchgeführt wurde diese durch Orgelbau Hoffmann aus Ostheim vor der Rhön.

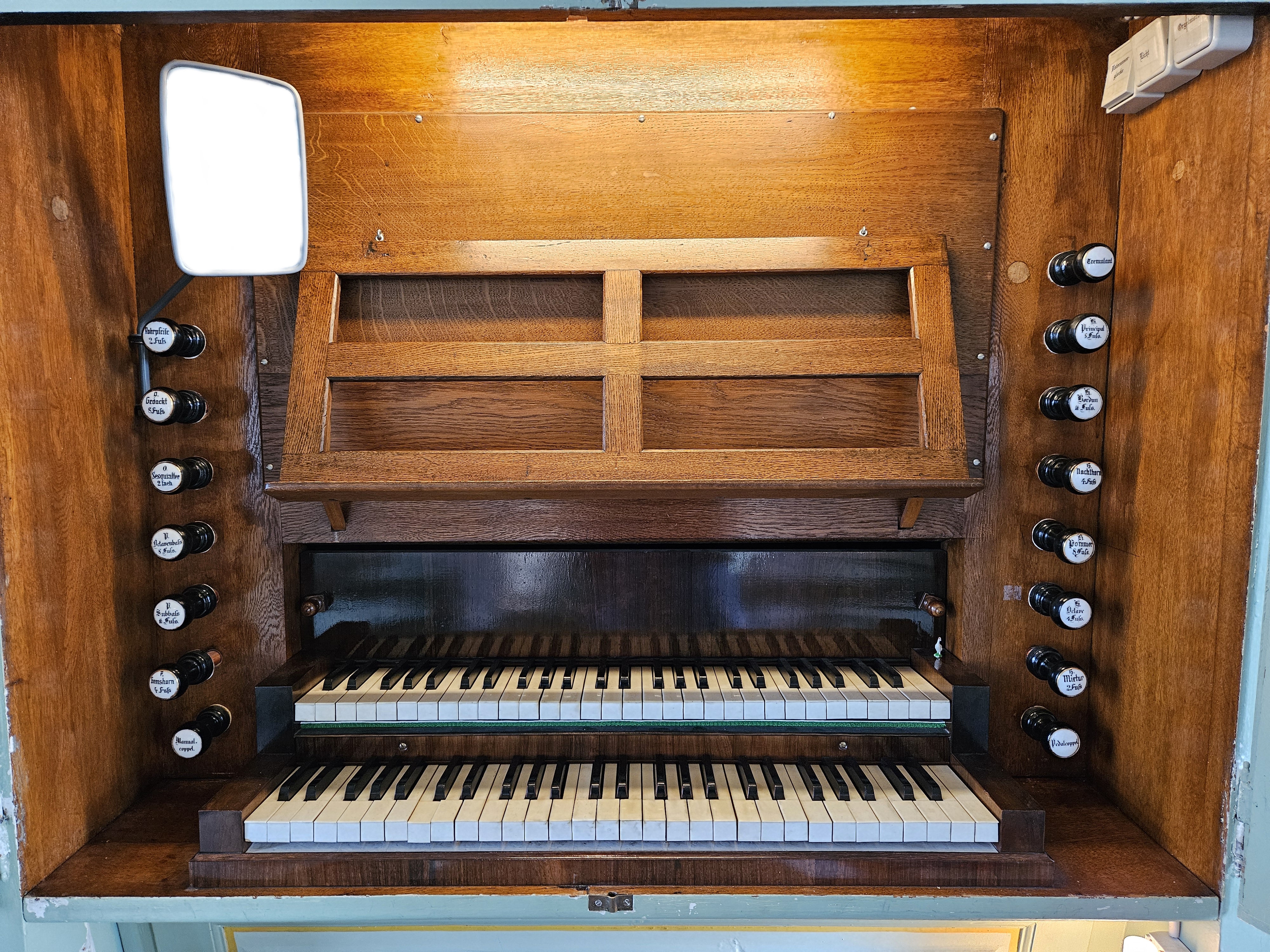
Spielschrank der Orgel (2024)

| I Hauptwerk C–f3  |     |          |
| Bordun            | 16′ | (R)      |
| Prinzipal         | 08′ | (R)      |
| Pommer            | 08′ | (P 1951) |
| Oktave            | 04′ | (P 1967) |
| Gedackt-Nachthorn | 04′ | (P 1951) |
| Mixtur III        | 02′ | (P 1951) |

| II Werk C–f3                 |    |          |
| Gedackt                      | 8′ | (P 1951) |
| Überblasende Doppelrohrflöte | 2′ | (P 1967) |
| Sesquialter III              | 4′ | (P 1967) |

| Pedal C–d1 |     |          |
| Subbaß     | 16′ | (R)      |
| Oktavbaß   | 08′ | (P 1951) |
| Gemshorn   | 04′ | (P 1951) |

(P) = Willi Peter; (R) = Ratzmann
- Koppeln: I/II, I/P

## Glocken
Die Kirche verfügt über drei Gussstahlglocken, die 1864 von der Bochumer Gussstahlfabrik geliefert wurden. Aufgrund ihres Materials blieben die Glocken von den Einschmelzaktionen während der Weltkriege verschont.

## Kirchengemeinde
Hohenzell gehört zusammen mit Bellings (Elisabethkirche) und Ahlersbach zur Kirchengemeinde Hohenzell - Ahlersbach - Bellings. Zusammen mit den Kirchengemeinden Steinau (Reinhardskirche, Katharinenkirche) mit Seidenroth und Marborn, der Kirchengemeinde am Landrücken mit Wallroth, Breitenbach, Kressenbach sowie Hintersteinau, Reinhards und Ulmbach und der Kirchengemeinde Bad Soden-Salmünster (Erlöserkirche, Versöhnungskirche) bildet die Gemeinde den Kooperationsraum Bergwinkel. Die Kirchengemeinden Hohenzell - Ahlersbach - Bellings und Steinau bilden ein Kirchspiel.

## Pfarrer
Seit ihrer Gründung als eigenständige Pfarrei war die Kirche von engagierten Geistlichen geprägt. Besonders hervorzuheben sind Pfarrer Meinhard, der den Bau der Kirche initiierte, und Pfarrer Rößler, der sich um die klangliche Gestaltung der Orgel verdient machte.
- 1843–1852: Karl August Konrad Rollmann
- 1852–1883: Friedrich Ferdinand Meinhard
- 1887–1896: Georg Adam Meyenschein
- 1896–1901: Jeremias Jakobus Wilhelm Pfeifer (1934–1936 in Schlüchtern, Pfarramt II)
- 1901–1904: Friedrich Ehringhaus
- 1904–1905: Johann Heinrich Junker (Pfarreiverweser)
- 1907–1914: Karl Wilhelm Castendyck
- 1914–1920: Arthur Reinhard Alexander Keßner
- 1921–1930: Adalbert Römheld
- 1933–1947: Ernst Haeckel
- 1947–1974: Ernst Karl Rößler
- 1974–1983: Johannes Martin Weber
- 1986–2003: Hartmut Augustin (Diakon, seit 1995 Pfarrer)
- 2003–2022: Michael Klaus
- Seit 2024: Dirk Kroker